# Limp Bizkit
Limp Bizkit (alternativt stavat limpbizkit), är ett amerikanskt Nu-Metal band, bildat 1994. Limp Bizkit består för närvarande av sångaren Fred Durst, gitarristen Wes Borland, basisten Sam Rivers, DJ Leathal och trummisen John Otto. Gitarristen Wes Borland lämnade bandet 2001 och ersattes av Mike Smith. Borland återkom sedermera till bandets femte album, The Unquestionable Truth, part 1 (2005), men frånträdde återigen 2006.
I februari 2009 bestämde sig åter igen Wes Borland att återförenas med sina gamla bandmedlemmar i Limp Bizkit.  
Tillsammans med grupperna Deftones, Slipknot och Korn anses Limp Bizkit ha skapat nu metal-genren samt bidragit till dess popularitet. Limp Bizkit var ett av världens populäraste band kring millennieskiftet, albumen har sålts i över 30 miljoner exemplar. 

## Medlemmar
Nuvarande medlemmar
- Fred Durst – sång (1994–2006, 2009– )
- Sam Rivers – basgitarr, bakgrundssång (1994–2006, 2009– )
- John Otto – trummor (1994–2006, 2009– )
- Wes Borland – gitarr, bakgrundssång (1995–1997, 1997–2001, 2004–2006, 2009– )
- DJ Lethal – turntable, sampling, programmering (1996–2006, 2009–2012, 2012, 2018-)

Tidigare medlemmar
- Rob Waters – gitarr (1994)
- Terry Balsamo – gitarr (1995)
- Mike Smith – gitarr, bakgrundssång (2002–2004)

Turnerande medlemmar
- Brian Welch – gitarr (2003)
- Franko Carino – sampling, programmering, (2012-2018) bakgrundssång (2012– )
- Tsuzumi Okai – bas (2018–)

## Diskografi

### Studioalbum
- 1997 – Three Dollar Bill, Y'all$
- 1999 – Significant Other
- 2000 – Chocolate Starfish and the Hotdog Flavored Water
- 2003 – Results May Vary
- 2005 – The Unquestionable Truth, part 1
- 2011 – Gold Cobra
- 2021 – Still Sucks

### Livealbum
- 2008 – Rock im Park 2001

### Remixalbum
- 2001 – New Old Songs

### EP
- 1995 – Mental Aquaducts (som Limp Biscut)
- 2001 – Remix - New Old Songs - Seven Now... Eight Later

### Singlar
- 1997 – "Counterfeit"
- 1997 – "Faith" (George Michael cover)
- 1997 – "Nobody Loves Me"
- 1998 – "Sour"
- 1999 – "Nookie" (US Alt. #3, US Main. #6)
- 1999 – "Break Stuff"
- 1999 – "Re-Arranged" (US Alt. #1, US Main. #8)
- 1999 – "N 2 Gether Now"
- 2000 – "Break Stuff"
- 2000 – "Take a Look Around" (US Alt. #8)
- 2000 – "Rollin' (Air Raid Vehicle)" (US Alt. #4, US Main. #10)
- 2000 – "My Way" (US Alt. #3, US Main. #4)
- 2000 – "Take a Look Around"
- 2000 – "Boiler"
- 2003 – "Red Light-Green Light"
- 2003 – "Eat You Alive"
- 2003 – "Behind Blue Eyes"
- 2005 – "Home Sweet Home"
- 2005 – "Bittersweet Symphony, Home Sweet Home"
- 2011 – "Shotgun"
- 2011 – "Gold Cobra"
- 2013 – "Ready to Go"
- 2013 – "Thieves"
- 2014 – "Endless Slaughter"

### Samlingsalbum
- 2005 – Greatest Hitz
- 2008 – Collected
- 2011 – Icon